# روي بيل (لاعب دوري الرغبي)
روي بيل (بالإنجليزية: Roy Bell)‏ هو لاعب دوري الرغبي أسترالي، ولد في 30 أغسطس 1984 في سيدني في أستراليا.